# Monaster Abałackiej Ikony Matki Bożej „Znak” w Abałaku
Monaster Abałackiej Ikony Matki Bożej „Znak” – prawosławny męski klasztor w Abałaku, w odległości 20 km od Tobolska, nad Irtyszem.

## Historia
Według cerkiewnej tradycji na miejscu, gdzie powstał monaster, św. Mikołaj z Miry objawił się Jermakowi. Inna legenda mówi o wdowie Marii ze wsi Abałak, której w cudowny sposób objawiła się Matka Boża, polecając wzniesienie we wsi cerkwi Ikony Matki Bożej „Znak”. W 1636 na budowę świątyni wyraził zgodę metropolita tobolski Nektariusz. Dla cerkwi napisana została Abałacka Ikona Matki Bożej „Znak”, która szybko zyskała sławę wizerunku cudotwórczego.
Drewniana cerkiew w Abałaku spłonęła w 1680. Na jej miejscu, z polecenia cara, w latach 1683–1691 wzniesiony został pięciokopułowy sobór, którego patronką również została ikona Matki Bożej „Znak”. Budowla ta została przebudowana w latach 1750–1754. W czasie tejże przebudowy pięciokopułowe zwieńczenie świątynie zastąpiono pojedynczą kopułą, dobudowano przedsionek oraz absydę od strony pomieszczenia ołtarzowego. Po ukończeniu prac budowlanych świątynia została konsekrowana ponownie.
Męski klasztor powstał przy cerkwi w Abałaku w 1783, na mocy ukazu carycy Katarzyny II i w okresie sprawowania urzędu metropolity tobolskiego przez Warłaama (Pietrowa-Ławrowskiego). Mnichów do Abałaku sprowadzono z monasteru Objawienia Pańskiego w Niewjanskim (gubernia permska), zaś ich szczególnym zadaniem miała być opieka na cudotwórczą ikoną Matki Bożej. Na terenie kompleksu zabudowań monasterskich oprócz soboru Ikony Matki Bożej „Znak” znalazła się cerkiew św. Mikołaja zbudowana w latach 1749–1750 z polecenia metropolity tobolskiego Sylwestra oraz zbudowana w latach 1752–1759 dzwonnica z cerkwią św. Marii Egipcjanki (od 1885 – Wniebowstąpienia Pańskiego). Na początku XIX w. teren klasztorny został otoczony murem, zaś w ciągu tegoż stulecia wzniesiono w monasterze budynek mieszkalny dla mnichów, rezydencję biskupią, dom pielgrzyma oraz pomieszczenia gospodarcze. Mnisi monasteru zajmowali się prowadzeniem szkół dla miejscowej ludności nierosyjskiej (Tatarzy, Chantowie, Mansowie), w których możliwa była nauka zawodu oraz czytania i pisania.
Monaster pozostawał czynny do 1924, gdy został zamknięty przez władze radzieckie. Ostatni przedrewolucyjny przełożony wspólnoty, archimandryta Arkadiusz (Gusiew) został skazany na karę pozbawienia wolności za sprzeciwianie się konfiskacie majątku cerkiewnego (w 1937 padł ofiarą wielkiej czystki). Zabudowania monasterskie zaadaptowano początkowo na obóz przejściowy NKWD, następnie mieścił się w nim internat i klub.
Rosyjski Kościół Prawosławny odzyskiwał kolejne obiekty w kompleksie monasterskim od 1989 do 1994, zaś w 1996 swoją działalność oficjalnie wznowiła wspólnota mnisza. W 2013 liczyła ona 13 hieromnichów, 4 mnichów i ośmiu posłuszników. Klasztorem w jego codziennym funkcjonowaniu kieruje namiestnik, natomiast godność przełożonego sprawuje honorowo ordynariusz eparchii tobolskiej. Zniszczone cerkwie klasztorne były stopniowo remontowane, w 2007 zakończono odnowę głównego soboru. Wspólnota utrzymuje się z prowadzenia gospodarstwa rolnego, ponadto mnisi pracują wśród uzależnionych od narkotyków oraz z więźniami.